# Rača (Đakovica)
Pour les articles homonymes, voir Rača.
Raçë en albanais et Rača en serbe latin (en serbe cyrillique : Рача) est une localité du Kosovo située dans la commune/municipalité de Gjakovë/Đakovica, district de Gjakovë/Đakovica (Kosovo) ou de Pejë/Peć (Serbie). Selon le recensement kosovar de 2011, elle compte 498 habitants, tous albanais.
Le village est également connu sous le nom albanais de Raqë.

## Histoire
Dans le village se trouvent les ruines d'une église paléochrétienne remontant aux IIIe-IVe siècles ; mentionnée par l'Académie serbe des sciences et des arts, elle est inscrite sur la liste des monuments culturels du Kosovo.

## Démographie

### Évolution historique de la population dans la localité
| 1948 | 1953 | 1961 | 1971 | 1981 | 1991 | 2011 |
| ---- | ---- | ---- | ---- | ---- | ---- | ---- |
| 125  | 175  | 226  | 280  | 387  | 466  | 393  |

|  |